# Puchar Europy Mistrzyń Krajowych siatkarek (1992/1993)
Puchar Europy Mistrzyń Krajowych 1993 – 33. sezon Pucharu Europy Mistrzyń Krajowych rozgrywanego od 1960 roku, organizowanego przez Europejską Konfederację Piłki Siatkowej (CEV) w ramach europejskich pucharów dla żeńskich klubowych zespołów siatkarskich "starego kontynentu".

## Drużyny uczestniczące
- Powerhouse Glasgow
- Sandnes VBK Stavanger
- VK Fortuna Odense
- Gym Bonnevoie
- Panathinaikos Ateny
- CSKA Sofia
- Rapid Bukareszt
- Antonius Herentals
- Vasama Vaasan
- Tungsram Budapeszt
- Paloma Branik Maribor
- BTV Luzerna
- SK Tirana
- Post Teleges Wiedeń
- Hapoel Mate Asher
- CV Santa Cruz Tenerife
- Iskra Ługańsk
- PSK Olymp Praga
- Parmalat Matera
- USC Münster
- Olimpia Teodora Rawenna
- Avero OS Sneek
- Urałoczka Jekaterynburg
- VakıfBank Ankara
- Racing Paris
- Mladost Zagrzeb

## Rozgrywki

### 1. runda
| Data       | Drużyna 1          | Wynik | Drużyna 2     | Sety                             |
| ---------- | ------------------ | ----- | ------------- | -------------------------------- |
| 03.10.1992 | Powerhouse Glasgow | 0:3   | Sandnes VBK   | 6:15, 4:15, 8:15,                |
| 10.10.1992 | Powerhouse Glasgow | 0:3   | Sandnes VBK   | 9:15, 6:15, 7:15                 |
|            |                    |       |               |                                  |
| 03.10.1992 | VK Fortuna Odense  | 3:0   | Gym Bonnevoie | 15:9, 15:3, 15:13                |
| 10.10.1992 | VK Fortuna Odense  | 3:2   | Gym Bonnevoie | 15:13, 5:15, 15:13, 13:15, 16:14 |

### 2. runda
| Data       | Drużyna 1           | Wynik | Drużyna 2              | Sety                             |
| ---------- | ------------------- | ----- | ---------------------- | -------------------------------- |
| 07.11.1992 | Panathinaikos Ateny | 2:3   | CSKA Sofia             | 15:8, 15:6, 11:15, 14:16, 12:15, |
| 14.11.1992 | Panathinaikos Ateny | 1:3   | CSKA Sofia             | 3:15, 15:12, 9:15, 13:15         |
|            |                     |       |                        |                                  |
| 07.11.1992 | Sandnes VBK         | 0:3   | Rapid Bukareszt        | 10:15, 1:15, 7:15,               |
| 14.11.1992 | Sandnes VBK         | 0:3   | Rapid Bukareszt        | 6:15, 3:15, 7:15                 |
|            |                     |       |                        |                                  |
| 07.11.1992 | Antonius Herentals  | 3:0   | Vasama Vaasan          | 15:7, 15:12, 15:5                |
| 14.11.1992 | Antonius Herentals  | 3:0   | Vasama Vaasan          | 15:3, 15:11, 15:9                |
|            |                     |       |                        |                                  |
| 07.11.1992 | Tungsram Budapeszt  | 3:1   | Paloma Branik Maribor  | 15:4, 15:6, 9:15, 15:6           |
| 14.11.1992 | Tungsram Budapeszt  | 3:0   | Paloma Branik Maribor  | 16:14, 15:13, 15:7               |
|            |                     |       |                        |                                  |
| 07.11.1992 | VK Fortuna Odense   | 0:3   | BTV Luzerna            | 3:15, 2:15, 4:15,                |
| 14.11.1992 | VK Fortuna Odense   | 0:3   | BTV Luzerna            | 12:15, 5:15, 8:15                |
|            |                     |       |                        |                                  |
| 07.11.1992 | SK Tirana           | 0:3   | Post Teleges Wiedeń    | 4:15, 1:15, 0:15,                |
| 14.11.1992 | SK Tirana           | 0:3   | Post Teleges Wiedeń    | 2:15, 1:15, 2:15                 |
|            |                     |       |                        |                                  |
| 07.11.1992 | Hapoel Mate Asher   | 0:3   | CV Santa Cruz Tenerife | 7:15, 14:16 7:15,                |
| 14.11.1992 | Hapoel Mate Asher   | 0:3   | CV Santa Cruz Tenerife | 15:17 8:15, 7:15                 |
|            |                     |       |                        |                                  |
| 07.11.1992 | Iskra Ługańsk       | 3:0   | PSK Olymp Praga        | 15:10, 15:13, 15:6               |
| 14.11.1992 | Iskra Ługańsk       | 3:0   | PSK Olymp Praga        | 15:10, 15:5, 15:7                |

### Runda 1/8
| Data       | Drużyna 1               | Wynik | Drużyna 2               | Sety                             |
| ---------- | ----------------------- | ----- | ----------------------- | -------------------------------- |
| 05.12.1992 | Parmalat Matera         | 3:0   | CSKA Sofia              | 15:10, 15:4, 15:13               |
| 06.12.1992 | Parmalat Matera         | 3:0   | CSKA Sofia              | 15:6, 15:12, 15:11               |
|            |                         |       |                         |                                  |
| 12.12.1992 | Rapid Bukareszt         | 0:3   | USC Münster             | 1:15, 2:15, 8:15                 |
| 13.12.1992 | Rapid Bukareszt         | 0:3   | USC Münster             | 4:15, 6:15, 10:15                |
|            |                         |       |                         |                                  |
| 12.12.1992 | Antonius Herentals      | 1:3   | Olympia Teodora Rawenna | 6:15, 15:10, 3:15, 6:15          |
| 13.12.1992 | Antonius Herentals      | 0:3   | Olympia Teodora Rawenna | 3:15, 9:15, 6:15                 |
|            |                         |       |                         |                                  |
| 06.12.1992 | Avero OS Sneek          | 2:3   | Tungsram Budapeszt      | 15:9, 15:12, 13:15, 12:15, 10:15 |
| 12.12.1992 | Avero OS Sneek          | 0:3   | Tungsram Budapeszt      | 6:15, 6:15, 10:15                |
|            |                         |       |                         |                                  |
| 12.12.1992 | Urałoczka Jekaterynburg | 3:0   | BTV Luzerna             | 15:10, 15:8, 15:2                |
| 13.12.1992 | Urałoczka Jekaterynburg | 3:0   | BTV Luzerna             | 15:6, 15:12, 15:3                |
|            |                         |       |                         |                                  |
| 12.12.1992 | Post Teleges Wiedeń     | 3:0   | VakıfBank Ankara        | 16:14, 15:6, 15:8                |
| 13.12.1992 | Post Teleges Wiedeń     | 3:0   | VakıfBank Ankara        | 16:14, 15:5, 15:7                |
|            |                         |       |                         |                                  |
| 05.12.1992 | Mladost Zagrzeb         | 3:0   | CV Santa Cruz Tenerife  | 15:4, 15:6, 15:2                 |
| 12.12.1992 | Mladost Zagrzeb         | 3:0   | CV Santa Cruz Tenerife  | 15:6, 15:9, 15:11                |
|            |                         |       |                         |                                  |
| 10.12.1992 | Iskra Ługańsk           | 0:3   | Racing Paris            | 14:16, 12:15, 2:15               |
| 12.12.1992 | Iskra Ługańsk           | 3:2   | Racing Paris            | 7:15, 15:4, 14:16, 15:9, 15:5    |

### Ćwierćfinał
| Data       | Drużyna 1               | Wynik | Drużyna 2               | Sety                             |
| ---------- | ----------------------- | ----- | ----------------------- | -------------------------------- |
| 20.01.1993 | Parmalat Matera         | 3:0   | USC Münster             | 15:5, 15:8, 15:0                 |
| 27.01.1993 | Parmalat Matera         | 2:3   | USC Münster             | 12:15, 15:7, 2:15, 15:7, 12:15   |
|            |                         |       |                         |                                  |
| 20.01.1993 | Tungsram Budapeszt      | 0:3   | Olympia Teodora Rawenna | 12:15, 7:15, 5:15                |
| 27.01.1993 | Tungsram Budapeszt      | 1:3   | Olympia Teodora Rawenna | 2:15, 16:14, 12:15, 2:16         |
|            |                         |       |                         |                                  |
| 20.01.1993 | Urałoczka Jekaterynburg | 3:1   | Post Teleges Wiedeń     | 15:11, 12:15, 16:14, 15:7        |
| 27.01.1993 | Urałoczka Jekaterynburg | 3:2   | Post Teleges Wiedeń     | 15:13, 15:6, 10:15, 11:15, 15:10 |
|            |                         |       |                         |                                  |
| 20.01.1993 | Mladost Zagrzeb         | 3:0   | Racing Paris            | 15:7, 15:8, 15:8                 |
| 27.01.1993 | Mladost Zagrzeb         | 3:2   | Racing Paris            | 15:2, 15:12,11:15, 7:15, 15:8    |

### Turniej finałowy
Santeramo in Colle

#### Mecze o rozstawienie
| Data       | Drużyna 1               | Wynik | Drużyna 2               | Sety                           |
| ---------- | ----------------------- | ----- | ----------------------- | ------------------------------ |
| 26.02.1993 | Urałoczka Jekaterynburg | 3:0   | Mladost Zagrzeb         | 15:3, 15:10, 15:9              |
| 26.02.1993 | Parmalat Matera         | 3:2   | Olimpia Teodora Rawenna | 15:5, 8:15, 9:15, 17:15, 17:15 |

#### Półfinały
| Data       | Drużyna 1               | Wynik | Drużyna 2               | Sety                             |
| ---------- | ----------------------- | ----- | ----------------------- | -------------------------------- |
| 27.02.1993 | Olimpia Teodora Rawenna | 3:2   | Urałoczka Jekaterynburg | 13:15, 15:10, 13:15, 15:6, 15:10 |
| 27.02.1993 | Parmalat Matera         | 3:0   | Mladost Zagrzeb         | 15:6, 15:6, 15:8                 |

#### Mecz o 3. miejsce
| Data       | Drużyna 1               | Wynik | Drużyna 2       | Sety                |
| ---------- | ----------------------- | ----- | --------------- | ------------------- |
| 01.03.1993 | Urałoczka Jekaterynburg | 3:0   | Mladost Zagrzeb | 17:15, 15:13, 17:15 |

#### Finał
| Data       | Drużyna 1       | Wynik | Drużyna 2               | Sety                     |
| ---------- | --------------- | ----- | ----------------------- | ------------------------ |
| 01.03.1993 | Parmalat Matera | 3:1   | Olimpia Teodora Rawenna | 10:15, 15:6, 15:12, 15:7 |

## Klasyfikacja końcowa
| Miejsce | Drużyna                 |
| ------- | ----------------------- |
| złoto   | Parmalat Matera         |
| srebro  | Olimpia Teodora Rawenna |
| brąz    | Urałoczka Jekaterynburg |
| 4.      | AOK Mladost Zagrzeb     |